# قسم كوشك الريفي (مقاطعة أنديكا)
قسم كوشك الريفي (بالإنجليزية: Kushk Rural District (Khuzestan Province))‏ هي قسم تقع في إيران في ناحية آبجدان. يقدر عدد سكانها بـ 8,479 نسمة .